# Algar da Ribeirinha
O Algar da Ribeirinha é uma formação geológica portuguesa localizada na freguesia da Ribeirinha, concelho da Ribeira Grande, ilha de São Miguel, arquipélago dos Açores.
Esta cavidade apresenta uma geomorfologia de origem vulcânica em forma de tubo de lava dotado de algar localizado em campo de lava de planalto.
Este acidente geológico apresenta uma profundidade de 10 m. por um comprimento de 54,5 m. com uma largura máxima de 8 e por uma altura também máxima de 3,6 m.